# Le due facce dell'amore (album)
Le due facce dell'amore è un album del cantautore italiano Gino Paoli pubblicato nel 1971.
Edito e distribuito dalla Durium, il disco segna il ritorno di Gino Paoli al formato 33 giri dopo cinque anni. L'ultimo suo album risaliva infatti al 1966, e negli anni a seguire erano usciti alcuni singoli, tra cui Se Dio ti dà (1968), primo titolo pubblicato da Paoli per la Durium, oltre un'antologia suddivisa fra brani del cantautore e del gruppo britannico The Casuals.
Le due facce dell'amore è un concept album che in ciascuna delle due facciate descrive rispettivamente il lato felice e il lato oscuro dell'amore. Sul retro copertina lo stesso Paoli, sotto forma di lettera indirizzata all'arrangiatore Giampiero Boneschi, spiega il perché del titolo.
Tre dei brani presenti nel disco sono composizioni già edite di Piero Ciampi, che le aveva incise e firmate come Piero Litaliano. Tra gli autori dei brani dell'album figurano inoltre Umberto Bindi e l'attore Pippo Franco. Herbert Pagani firma l'adattamento italiano dell'unico brano straniero: Albergo a ore (Les amants d'un jour), che nella versione originale era eseguito da Édith Piaf.
Come si fa, Un po' di pena e Il tuo viso di sole erano già stati pubblicati da Paoli, con diverso arrangiamento, su 45 giri.
Giampiero Boneschi arrangia e dirige l'orchestra in tutti i 12 brani.
Il disco non è mai stato ripubblicato su supporto digitale.

## Tracce

### Lato A
1. Come si fa - 2:37 - (G.Paoli/G.Paoli)
2. Mamma mia - 2:24 - (G.Paoli/G.Paoli)
3. L'amore è come un bimbo - 1:56 - (G.Paoli/U.Bindi)
4. Hai lasciato a casa il tuo sorriso - 2:11 - (P.Litaliano/G. F. Reverberi)
5. Se Dio ti dà - 2:19 - (G.Paoli)
6. Di vero in fondo - 4:09 - (G.Paoli/C. Carucci)

### Lato B
1. Fino all'ultimo minuto - 2:23 - (P.Litaliano)
2. Non chiedermi più - 1:50 - (P.Litaliano/G. F. Reverberi)
3. Un po' di pena - 2:27 - (G.Paoli/A. Balducci/G.Paoli)
4. Con chi fai l'amore Mimì - 3:42 - (P.Franco)
5. Il tuo viso di sole - 2:02 - (G.Paoli/A. Balducci/G.Paoli)
6. Albergo a ore - 3:37 - (H.Pagani/M.Monnot)